# Ташлы-Тама
Ташлы-Тама (также Тама; укр. Ташли-Тама, крымскотат. Taşlı Tama, Ташлы Тама) — исчезнувшее селение в Красногвардейском районе Республики Крым. Находилось в северной части района, примерно в 2,5 километрах юго-восточнее современного села Клепинино.

## История
Первое документальное упоминание селения встречается в Камеральном Описании Крыма… 1784 года, судя по которому, в последний период Крымского ханства Таик входил в Ташлы Шейхели Бешпаресы кадылык Карасубазарского каймаканства. После присоединения Крыма к России (8) 19 апреля 1783 года, (8) 19 февраля 1784 года, именным указом Екатерины II сенату, на территории бывшего Крымского Ханства была образована Таврическая область и деревня была приписана к Перекопскому уезду. После Павловских реформ, с 1796 по 1802 год, входила в Акмечетский уезд Новороссийской губернии. По новому административному делению, после создания 8 (20) октября 1802 года Таврической губернии, Тайке был включён в состав Кокчора-Киятской волости Перекопского уезда.
По Ведомости о всех селениях в Перекопском уезде состоящих с показанием в которой волости сколько числом дворов и душ… от 21 октября 1805 года, в деревне Тамай числилось 8 дворов и 141 житель — крымский татарин. На военно-топографической карте генерал-майора Мухина 1817 года обозначена деревня Тама обозначен с 19 дворами. После реформы волостного деления 1829 года Тама, согласно «Ведомости о казённых волостях Таврической губернии 1829 года», остался в составе Кокчоракиятской волости. На карте 1836 года в деревне 11 дворов. Затем, видимо, вследствие эмиграции крымских татар в Турцию, деревня заметно опустела и на карте 1842 года Ташлы-Тама обозначен условным знаком «малая деревня», то есть, менее 5 дворов.
В 1860-х годах, после земской реформы Александра II, деревню приписали к Григорьевской волости того же уезда. Согласно «Памятной книжке Таврической губернии за 1867 год», деревня была покинута жителями в 1860—1864 годах, в результате эмиграции крымских татар, особенно массовой после Крымской войны 1853—1856 годов, в Турцию и оставалась в развалинах. Селение уже не записано в «Списке населённых мест Таврической губернии по сведениям 1864 года», хотя ещё обозначено на трёхверстовой карте 1865 года, но его уже нет на карте с корректурой 1876 года. В дальнейшем в доступных источниках не встречается.